# ファウシコラ属
ファウシコラ属（ファウシコラぞく、Faucicola）はPseudomonadota門ガンマプロテオバクテリア綱シュードモナス目モラクセラ科の属の一つである。2024年8月現在、この属に分類される唯一の種のFaucicola mancuniensisはヒトの中咽頭から分離された。